# Ashikaga Yoshimitsu
Ashikaga Yoshimitsu (Japans: 足利 義満) (Kioto, 25 september 1358 – aldaar, 31 mei 1408) was de derde Ashikaga-shōgun die tijdens de Japanse Muromachi-periode regeerde (1368-1394). Hij slaagde erin het Noordelijke hof en het Zuidelijke hof te verenigen. Verder trachtte de manipulatieve en beruchte shōgun zijn shogunaat op gelijke hoogte met het keizershuis te plaatsen. Onder hem kende de Muromachi-periode ook een hausse betreffende cultuur en architectuur: de Kitayamacultuur. Na zijn officieel shōgunaat trok hij zich terug als monnik, maar regeerde in feite verder als een schaduw-shōgun.

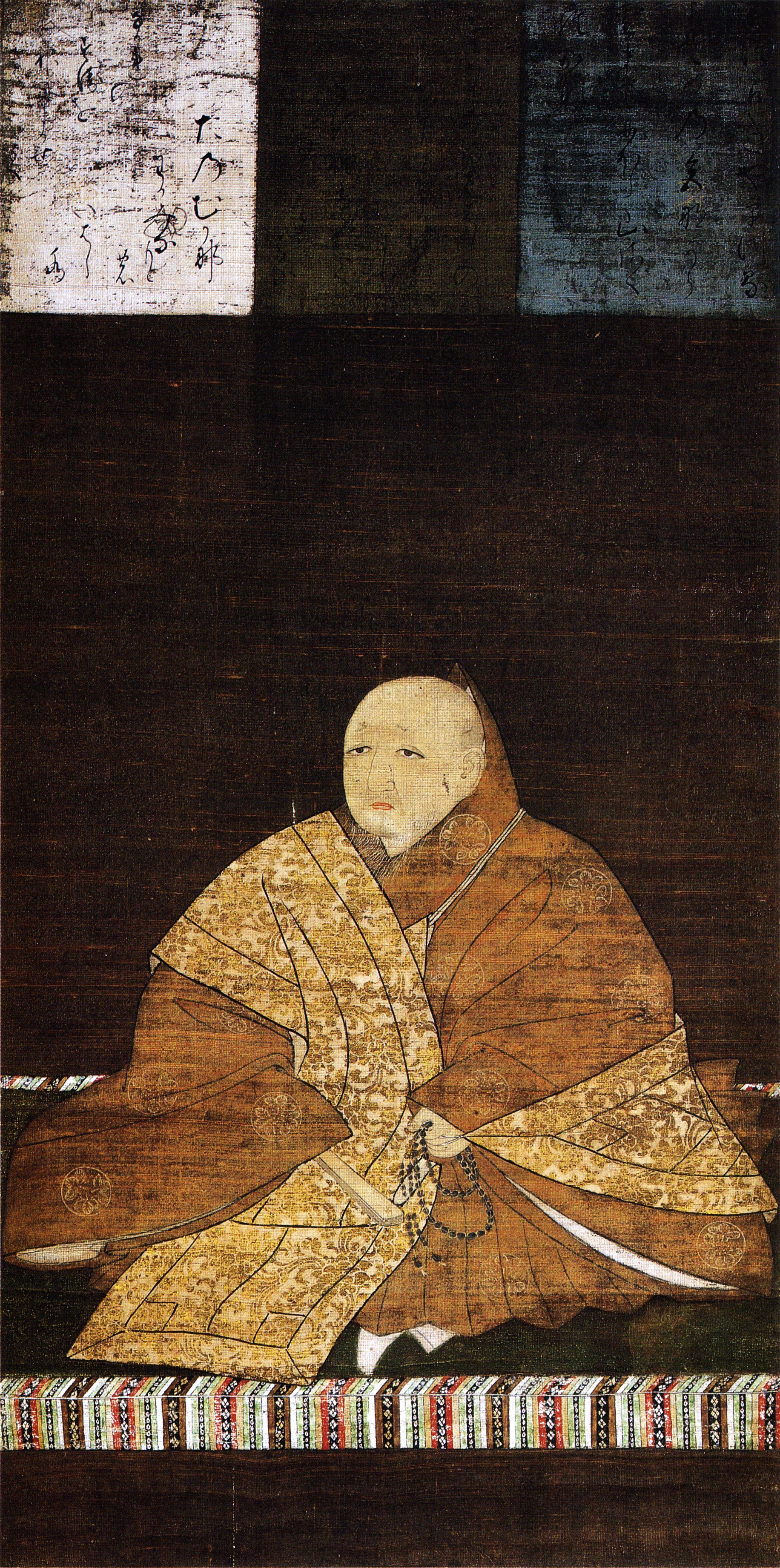
Ashikaga Yoshimitsu (1358-1408)

## Persoon
Ashikaga Yoshimitsu was de kleinzoon van Ashikaga Takauji. In 1338 stichtte Takauji het Muromachi-shōgunaat, een shōgunaat dat twee en een halve eeuw onder de controle van de Ashikaga familie zou blijven. Na een korte periode zonder shōgun volgde de tienjarige Yoshimitsu in 1368 zijn vader op. Hij zou echter pas volledige politieke bevoegdheden verkrijgen aan het eind van de jaren 1370. De jonge shōgun leefde aan het hof van Kioto duidelijk een ander leven dan de gemiddelde leeftijdsgenoot. Hij genoot er een goede opleiding en zou uitbloeien tot een fervent liefhebber van bijvoorbeeld de filosofie, kunst, poëzie, architectuur, en Nō. Alhoewel zijn drijfveren eerder van politieke dan van esthetische aard waren, mag men tot op het heden zijn rol betreffende "het schone" zeker niet onderschatten. In de eerste plaats was hij een politieker, maar dan eentje die zijn militaire dominantie klank en kleur bijstaafde als patroon van de kunst. Of zoals Confucius het zo mooi verwoord zou hebben:"de bun (de culturele dimensie) doen versmelten met de bu (de militaire dimensie)". Deze versmelting of synthese van de kuge- (aristocratie) en bushi- (militairen) cultuur is dan ook een van de belangrijkste kenmerken van de cultuur tijdens de Muromachi-periode.

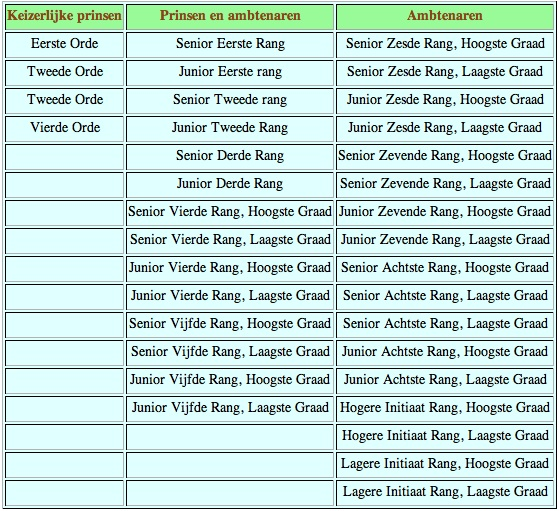
Een tabel met de verschillende hoffelijke rangen.

Naast de schone kunsten ambieerde hij ook zijn lotsbestemming, namelijk die van een invloedrijke shōgun met keizerlijke allures. De zaken gingen hand in hand. Na zijn benoeming tot shōgun in 1368 vielen hem vele keizerlijke benoemingen te beurt. Gestaag groeide hij op van een 10-jarige nieuweling tot de hoogste ladders van het hoffelijk rangensysteem, dat van Junior Eerste Rang (従一位), hij was toen slechts 22 jaar. Verder trouwde hij in zijn jonge jaren met Hino Nariko, lid van een gerespecteerde familie aan het hof. Op deze wijze verankerde Yoshimitsu zich in het hof. Ook allerlei functies aan het hof zouden bekleed worden door Yoshimitsu, met als hoogtepunt dat van kanselier in 1394. Deze getuigenis van politiek inzicht en penetratie tot in de hoogste regionen van de wereld van de kuge en buke, was werkelijk fenomenaal. Het ontbrak Yoshimitsu ook niet aan de bijhorende levensstijl. Hij liet zich prachtige paleizen bouwen, ging gekleed in een hoffelijke stijl en had zelfs een handtekening in de kuge-stijl.
Deze relatie met het hof, zijn culturele en filosofische achtergrond, zijn verfijnde en groteske stijl, zijn fysische aanwezigheid in Kioto en zijn inzicht betreffende machtsverhoudingen, waren een constante doorheen zijn leven.

## Politieke loopbaan

### Opkomst van het Ashikaga-shōgunaat
Het Muromachi-bakufu onder leiding van de Ashikaga's was niet Japans eerste shōgunaat. Voorheen was er immers het Kamakura-shogunaat (1192-1333).
Het Muromachi-bakufu was geen voortzetting van diens voorganger. Het grote verschil tussen de twee shōgunaten was andere verhoudingen met betrekking tot de macht, bevolking en staatssysteem. Zo had het Ashikaga-bakufu niets te vrezen voor inmenging van het keizerlijk hof. Dit kwam doordat er tijdens de Kamakura-periode was een schisma ontstaan was in de keizerlijke troonopvolging. De vele keizerlijke familietwisten legden de basis voor het latere Noordelijke en Zuidelijke Hof. De twee takken die meenden recht te hebben op de troon veroorzaakten met hun vete een versnippering van de keizerlijke macht. Sterker nog, het keizerlijk hof evolueerde gestaag tot een pion in het tactisch machtsspel van de krijgers- (of bushi-) klasse. Voornamelijk Ashikaga Takauji (足利尊氏) was hier een meester in. Mits allerlei opportunistische tactische zetten zou hij het Ashikaga-shōgunaat stichten.

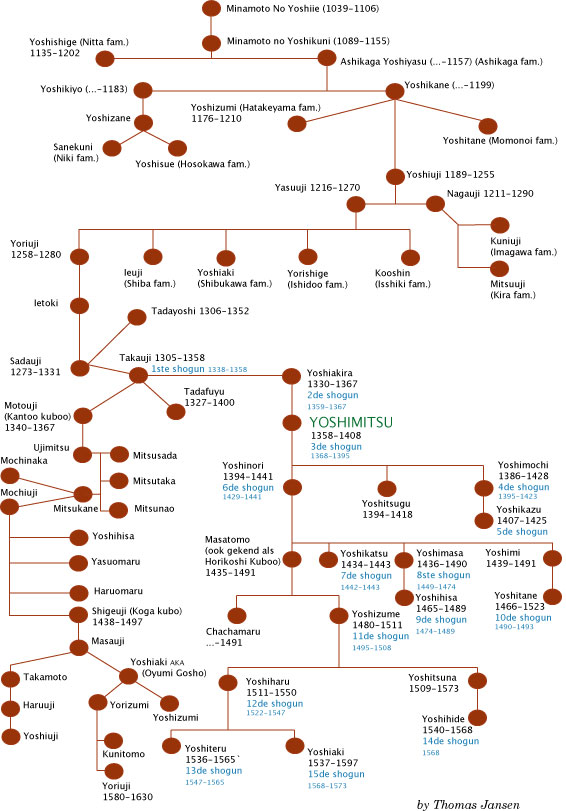
Een korte stamboom van de familie Ashikaga en verwanten.
Klik voor een grotere afbeelding.

Naar het einde van de Kamakura-periode toe verloor het bakufu diens greep op de omstandigheden. Met de Mongoolse invasies van Japan en een gebrek aan compensatie voor de oorlogsverdiensten, ebde het aanzien van het bakufu weg. Het kon bovendien zijn rol niet meer naar behoren uitvoeren. Het bakufu was tijdens de Kamakura-periode een instelling die het evenwicht tussen de verscheidene landheren en clans moest bewaren. Toch begon de Hōjō-clan meer en meer macht naar zich toe te trekken en werd zo het uithangbord van een bakufu dat zijn betekenis verloren had. Hierdoor kwam er kritiek van vele anti-Hōjō (en dus anti-bakufu) protestbewegingen. Go-Daigo (後醍醐) was de frontman van het protest. Hij was lid van de Daikakuji-tak die tijdens het schisma van het hof de troon opeiste en niet akkoord ging met het voorstel van het bakufu om voor de troonopvolging een wisselrol in te voeren. De rivaliserende Jomyōin-tak ging wel akkoord met het voorstel van het bakufu . Go-Daigo werd verbannen naar het eiland Oki, maar het protest was van zulke omvang dat die niet meer te stuiten was. Het bakufu beval zijn generaal Ashikaga Takauji uit te rukken en de opstand neer te slaan, maar toen hij optrok naar de hoofdstad, kwam hij tot het besef hoe omvangrijk de steun voor het protest was. Takauji keerde zich uiteindelijk tegen zijn superieuren. Hij rukte op naar het Inspectoraat-Generaal te Rokuhara (六波羅) en vernietigde het. Rond diezelfde tijd werd de Hōjō-clan uitgeroeid door Nitta Yoshisada, een volgeling van Go-Daigo. Dit alles leidde tot de val van het Kamakura bakufu.
Met de val van het bakufu lag de macht voor het grijpen. Enerzijds was er de bushi-klasse, met Takauji op kop, die steeds meer macht naar zich toe wilde grijpen. Anderzijds was er de Daikakuji-tak met Go-Daigo die een keizerlijk herstel nastreefde.
Dankzij het ontstane machtsvacuüm zag Go-Daigo zijn kans om de troon te bestijgen en hij ontsnapte uit zijn ballingsoord. Hij deed opnieuw zijn intrede in Kioto en installeerde zijn eigen administratie en staatsraad, Kirokujo (記録所) genaamd. Hij nam het bestaande provinciaal systeem van ambtenaren (kokushu, 国主) en politiecommissarissen (shugo, 守護) over, waar hij zowel aristocraten als bushi installeerde. Met de nieuwe keizer kwam er ook een nieuwe jaarperiode, Kenmu genaamd. Vandaar dat deze periode van herstel van de keizerlijke macht de Kenmu-restauratie wordt genoemd. Toch was dit keizerlijk herstel slechts een restauratie op papier. Het was van meet af aan gedoemd te mislukken omwille van de volgende twee redenen:
- Een keizerlijke restauratie, m.a.w. een terugkeer naar de oude waarden, ging in tegen de geest van de tijd. Het ging niet hand in hand met de steeds verdergaande feodaliteit.
- Go-Daigo voelde de ware machtsverhoudingen niet aan. Hij schonk onder meer de hoogste titels aan de aristocratie en keizerlijke familie. Ook  beloonde hij de militairen niet die hem geholpen hadden. Zodoende vervreemde Go-Daigo van de bushi-klasse, de klasse die de steunpilaar voor macht was. De krijgersklasse was niet de enige die zich beduveld voelde, ook de bevolking moest het ontgelden. De gewone man in de straat was onderhevig aan zware belastingen en het gebruik van papieren geld werd verplicht.

Ondertussen had Ashikaga Takauji een Militair Bureau Bugyōsho (奉行所) opgericht. Takauji en zijn bureau werden al snel machtig genoeg dat ze een geducht tegenstander werden voor het Militair Bureau van de keizer (musho-dokoro 武者所). Takauji was een opportunistisch iemand, die aan het einde van de Kamakura-periode er niet voor had teruggedeinsd van kamp te wisselen. In 1335 verkregen Hōjō-aanhangers terug de controle over Kamakura. Als antwoord hakte Takauji de resterende Hōjō-aanhang in de pan en twijfelde geen seconde om meteen op te rukken naar Kioto. Daar zou hij uiteindelijk Kioto vrij maken van Nitta, Kusunoki en co. en zelf de stad bezetten. Go-daigo wist echter te ontsnappen en richtte in Yoshino een hof in ballingschap op, de Zuidelijk Dynastie. Takauji liet het niet aan zijn hart komen en plaatste keizer Kōmyō, nu van de Jimyōin-tak, op de troon. Met de Kenmu-code richtte hij terug een bakufu op, met zichzelf als shōgun. Zo kwam Takauji, mits opportunistische handelingen, aan het hoofd van het bakufu.
Takauji stamde af van de Minamoto-clan, doorheen de geschiedenis van Japan zouden afstammelingen van deze clan aan het hoofd van het shōgunaat staan. Het was een bakufu dat niets te vrezen had van het keizershuis, wegens de strijd tussen de twee hoven (Nanbokuchō no nairan 南北朝の内乱). Na de dood van protagonisten als Go-Daigo en Nitta verviel de strijd tussen het Noordelijke hof en het Zuidelijke hof tot een onderdeel van het schaakspel tussen machtige bushi-clans. Takauji illustreerde dit schaakspel goed door het schisma opnieuw in zijn voordeel te gebruiken en terug over te lopen naar het kamp van de Zuidelijke Dynastie. Het keizershuis werd, ondanks haar penibele situatie, niet afgeschaft. Het keizershuis was (en is nog steeds) het symbool van de samenhang van het land en zorgde voor een rechtvaardiging van de macht van de shōgun. In dat opzicht moet het keizerlijk hof worden gezien als een speelbal, want het was de keizer die onder 'dwang' de shōgun benoemde. Indien een keizer een doorn in het oog van het bakufu werd, werd hij simpelweg vervangen door eentje van de rivaliserende tak.
Tijdens het begin van de Muromachi-periode lag het keizerlijk huis in een tweestrijd, wat een belangrijk gegeven was voor de politieke situatie van die tijd. Een andere belangrijke steunpilaar was het shōen systeem. Tijdens de Kamakura-periode bestond het shōen systeem uit private landgoederen die onafhankelijk bestuurd werden door politiecommissarissen (shugo). In de Muromachi-periode veranderde hun titel naar shugo-daimyō, feodale heren. Deze periode wordt gezien als dé periode van politieke macht van de shugo-daimyō. Het was het bakufu die voor een zekere balans zorgde tussen deze feodale heren, meer nog: aan deze balans had het bakufu zijn macht te danken. Het waren immers de shugo-daimyō die de lokale samoerai en boeren controleerden, waarbij ze simultaan ook de aristocratie en religieuze groeperingen in toom hielden. Om deze redenen probeerde het bakufu de macht van de shugo-daimyō in te perken.

### Yoshimitsu's Shōgunaat
Yoshimitsu is de kleinzoon van Takauji. Zijn grootvader stierf in 1358 en werd opgevolgd door Yoshiakira (義詮), de vader van Yoshimitsu die zou regeren van 1358 tot 1367. Zijn vader en grootvader hadden beide als shōgun de gevestigde instellingen van het Kamakura-shōgunaat overgenomen, inclusief de Staatsraad, waar besluiten gemeenschappelijk werden genomen. Enkel het ambt van regent werd niet overgenomen.
Toen Yoshimitsu shōgun werd op 9-jarige leeftijd, werden zijn bestuurlijke taken tijdelijk overgenomen door zijn persoonlijke secretaris, Hosokawa Yoriyuki (細川頼之). Hij zou het land besturen gedurende de minderjarigheid van Yoshimitsu. Hosokawa had niet de functie van regeringsambt, maar hij was een privé-ambt in functie van de Ashikaga-familie. Hij heeft een belangrijke rol gespeeld, hij was namelijk verantwoordelijk voor de hervormingen van de regering. Deze waren hoogstnodig aangezien de verhoudingen, waarop de toenmalige instellingen op gebaseerd waren, gedurende decennia grondige wijzigingen doorgemaakt hadden. De keizer had weinig of niets meer te zeggen en de shugo-daimyō hadden zo goed als al de macht. Hosokawa hechtte dan ook veel belang aan het evenwicht tussen de shugo-daimyō. Hij voerde de volgende hervormingen in:
- Hij richtte de post van vice-shōgun in. Voor deze functie was een beurtrol weggelegd. Het was bijgevolg geen monopolie van één familie, maar de post vice-shōgun werd beurtelings afgelost door drie families nauw verwant met de Ashikaga-clan. Dit waren meer bepaald de Hosokawa (細川), Hatakeyama (畠山) en Shiba (斯波) -families. Deze functie stond in sterk contrast met de functie van regent onder de Hōjō, daar deze een monopolie-positie was.
- Daaronder plaatste hij vijf instellingen die hij overnam van het Kamakura-bakufu:

1. Het Administratief Bureau (mandokoro, 政所)
2. Het Gerechtelijk Bureau (monchujo, 問注所)
3. Het Bureau der Samurai (samurai-dokoro, 侍所)
4. De Staatsraad (hyōjōshu, 評定衆)
5. Het Bureau der Coadjutoren (Hikitsukeshu, 引付衆)

De eerste drie bureaus bestonden reeds tijdens Minamoto no Yoritomo (源頼朝), de eerste shōgun van het Kamakura-bakufu . De laatste twee kregen gestalte onder de Hōjō. Tijdens het Muramachi-bakufu verloren het Gerechtelijk en Administratief Bureau behoorlijk wat macht. Zo was het Administratief Bureau enkel nog bevoegd voor financiële aangelegenheden. Het belangrijkste bureau was het Bureau der Samoerai. Het hoofd van dit bureau was de shoshi 所司. Hij was simultaan ook politiecommissaris van de hoofdstedelijke provincie Yamashiro 山城 en was bovendien ook, na de shōgun en vice-shōgun, de machtigste persoon. Aangezien deze functie zo hoog in aanzien was, viel ze enkel te beurt aan clans die genegen waren aan het bakufu. Tegen het einde van de 4e eeuw waren de Yamana (山名), Kyōgoku (京極), Akamatsu (赤松) en Isshiki (一色)-families diegenen die van deze functie monopoliseerden.
Dit evenwicht tussen de shugo-daimyō, dat door de hervormingen van Hosokawa tot stand werd gebracht, wordt sankan-shishiki (三管四職) genoemd. Dit systeem stond de shugo-daimyō toe deel te nemen in de politieke besluitvorming door middel van roterende benoemingen. In tegenstelling tot de Kenmu-restauratie, had Hosokawa wel rekening gehouden met de geest van de tijd, namelijk een tijd van machtige bushi-clans. Daarentegen illustreerde het ook de zwakte van de Ashikaga's en het shōgunaat.
Wanneer Yoshimitsu uiteindelijk volwassen genoeg is om het bestuur op zich te nemen, blijkt hij een zeer actieve shōgun te zijn. Vooreerst werd Yoriyuki in 1379 tot ontslag gedwongen. Vooral het versterken van de macht van de Ashikaga-clan binnen het sankan-shishiki-systeem was zijn voornaamste doel. Dit probeert hij te bereiken door middel van groot vertoon. Zo liet hij onder meer het Bloemenpaleis (Hana no gosho, 花の御所) bouwen in de wijk Muromachi van de hoofdstad Kioto. Dit was een residentie met regeringsgebouwen opgetrokken in aristocratische stijl (kugo 公御). Yoshimitsu beschikte echter over een heel arsenaal aan soorten machtsvertoon. Krachtige vorsten maakten doorgaans hun macht duidelijk door vele reizen te maken, wat vrijwel dure ondernemingen waren. Niet alleen de reis moest gefinancierd worden, maar ook het gevolg, de bescherming en dergelijke. Zo onderneemt de sierlijke shōgun, tussen 1385 en 1390, verscheidene reizen binnen centrale en westelijke provinciën. Veel van die reizen waren zogenaamde pelgrimstochten naar heiligdommen en tempels, maar in feite waren het regionale inspectierondes om de plaatselijke machtsverhoudingen te bestuderen.
Het toppunt van Yoshimitsu's macht was het breken van enkele sterk groeiende families. Yoshimitsu hechtte veel belang aan het behoud van het evenwicht tussen de verschillende shugo-daimyō's, want hierop was tenslotte de rol van het bakufu gebaseerd. Zo provoceerde Yoshimitsu in 1391 de shugo-daimyō Yamana Ujikiyo (山名氏清) tot een opstand, waarop hij vervolgens gedood werd. Ook de Ouchi-clan moest er in 1399 aan geloven voor de machtige positie van Yoshimitsu, die op dat moment in strikte zin al geen shōgun meer was. Hij was eerder een schaduw-shōgun, die achter de schermen de touwtjes nog steeds in handen heeft. Deze twee opstanden worden respectievelijk de Meitoku Rebellie en de Oei Rebellie genoemd. De Meitoku Rebellie werd nauwkeurig neergeschreven in de Meitokuki (circa 1392-1393).
Toch spookte er een ultiemer vertoon van macht door Yoshimitsu's hoofd, namelijk dat van keizer zijn. Yoshimitsu had wel degelijk keizerlijke ambities. Zijn voorkeur voor de hoffelijke stijl, terwijl hij toch wel degelijk een lid van de bushi-klasse was, getuigde daarvan. Maar voor zijn ambities waar te maken, moesten er eerst een aantal hindernissen overwonnen worden. Ten eerste was er de vete tussen de Noordelijke en Zuidelijke Dynastie. De Noordelijke Dynastie zat nu al een aantal decennia stevig in het zadel, terwijl de Zuidelijke Dynastie nog steeds aanspraak maakte op de troon. Yoshimitsu bespeurde dat er wel voorstanders te vinden waren voor een hereniging van de dynastieën en deed een voorstel. Hij beloofde aan de Zuidelijke Dynastie dat er terug een roterende rol zou ingevoerd worden voor de troon, indien ze haar exclusieve rechten op de troon zou laten vallen.
Een belofte die de sluwe Yoshimitsu echter nooit is nagekomen, waardoor tot op de dag van vandaag is de Noordelijke Dynastie op de keizerlijke troon bekleedt. De vereniging van de Noordelijke en Zuidelijke Dynastieën in 1392 wordt de Nanboku-chō Gattai (南北朝合体) genoemd. Een volgende stap was het aftreden als shōgun en het aannemen van de titel |Kanselier, of Dajōdajin. Een andere belangrijke verdienste van Yoshimitsu's bestuursperiode is de Kitayamacultuur, een opflakkering van culturele en artistieke uitingen.

### Na Yoshimitsu's shōgunaat
Yoshimitsu trad af als shōgun en droeg het ambt over aan zijn zoon Yoshimochi (義持), toen slechts negen jaar oud. Zelf nam hij de titel van kanselier aan. Hij bleef zijn regerende taken als een schaduw-shōgun uitvoeren vanuit zijn verblijf aan de rand van de hoofdstad, het Gouden Paviljoen (金閣寺). Zijn hoffelijke levensstijl en prestigieuze verwezenlijkingen kostten veel geld. Om de schatkist wat te spijzen, bevorderde Yoshimitsu de handel met Ming(明)-China door in 1401 officiële contacten aan te knopen. China kende hem de titel 'Koning van Japan' toe, dit impliceerde voor China dat hij een vazal was van de Chinese keizer. In realiteit betekende dit echter maar weinig. Desondanks genoot Yoshimitsu veel prestige met deze titel, verleend door het grootse culturele China.
Yoshimitsu was goed op weg om zijn langgekoesterde keizerlijke ambities te verwezenlijken. Daartoe nodigde hij in 1408 de keizer en diens gevolg uit op visite in het Gouden Paviljoen. Dit was werkelijk not done, aangezien de keizer de gezant van de goden was, was bijgevolg Yoshimitsu theoretisch gezien zijn onderdaan. Verbazend genoeg gaf de keizer gehoor aan de uitnodiging. Het machtsvertoon van Yoshimitsu kende geen grenzen: Tijdens het bezoek zat Yoshimitsu hoger dan de keizer. Een hogergeplaatste hoort hoger te zitten, daardoor was het een symbool voor de omkering van de hiërarchie. De onverbeterlijke Yoshimitsu liet op de kop toe zijn zoon adopteren door de keizerlijke familie. Zo trachtte hij de keizerlijke titel binnen te halen, maar net voor de realisatie van het plan overleed Yoshimitsu.
De balans van Yoshimitsu's bestuur:
- Onder Yoshimitsu had de Ashikaga-clan haar macht terug hersteld.
- De vereniging van de Noordelijke en Zuidelijke Dynastie.
- Een opbloei van cultuur, genaamd de Kitayamacultuur. Het meest representatieve voor deze cultuur is het Gouden Paviljoen.
- Een obsessie om de keizerlijke status te bemachtigen, waarbij Yoshimitsu plotseling overlijdt vlak voor de realisatie van zijn plan.

Na de dood van Yoshimitsu bleven de Ashikaga-shōguns Japan regeren tot 1573. De latere shōguns zouden echter nooit zo'n figuur als Yoshimitsu kunnen evenaren. Hun macht ebde langzaam maar zeker weg ten voordele van de shugo-daimyō. Deze laatsten ondermijnden het Ashikaga-zeggenschap over de keizerlijke opvolging door zelf kandidaten voor te leggen. Binnen de Ashikaga-clan ontstond er ook tumult omtrent de opvolging van de shōgun. Deze twist draaide uiteindelijke uit op een grote stadsoorlog in de hoofdstad Kioto, beter bekend als de De Ōnin-oorlog (ōnin no ran, 応仁の乱). Deze oorlog verwoeste nagenoeg heel Kioto en kwam pas tot een einde tot er niets meer te verwoesten was. Ook van het nationale gezag van de Ashikaga-clan bleef er niet veel meer over. Ondertussen bouwden de shugo-daimyō in afgelegen delen van het land hun machtsbasis uit. Eigenlijk waren dit vooral de Sengoku-daimyō, die zichzelf hadden uitgeroepen tot daimyō en die steeds grotere gebieden controleerden, waardoor ze veel aanzien kregen. Oda Nobunaga was er zo eentje. Hij zou zijn plaats in de geschiedenis opeisen door in 1573 de hoofdstad Kioto te veroveren. De vijftiende shōgun Ashikaga Yoshiaki werd verslagen, hij was de laatste shōgun van de Muromachi-periode. Hiermee werd de heerschappij van de Ashikaga's voorgoed uitgedoofd.